# Edmund Günther Böttcher
Edmund Günther Böttcher (* 7. November 1836 in Arnstadt; † 3. Juni 1929 in Frankfurt am Main) war Mitglied des Landtags des Fürstentums Schwarzburg-Sondershausen.
Edmund Günther Böttcher war der Sohn des Ökonomen und Gastwirts Severus Günther Böttcher und dessen Frau Anna Dorothee geborene Roth. Edmund Günther Böttcher, der evangelisch-lutherischen Glaubens war, heiratete am 16. Dezember 1858 in Dornheim Emma Henriette Bärwinkel (30. Oktober 1838 in Dornheim; † 16. Dezember 1919 Frankfurt am Main), die Tochter des Pfarrers Johann Christian Jacob Bärwinkel. Der Landtagsabgeordnete Reinhold Bärwinkel ist ein Neffe des Schwiegervaters.
Böttcher war Ökonom und Gastgeber „Zum grünen Baum“, später Rentier in Arnstadt. Er lebte ab 1891 zeitweise und ab 1897/98 endgültig als Privatier in Frankfurt am Main. 1887 engagierte er sich im Wahlkomitee zur Unterstützung des dann zum Abgeordneten gewählten nationalliberalen Reichstagskandidaten im Wahlkreis Fürstentum Schwarzburg-Sondershausen Dr. Carl Deahna, Arnstadt. Er war bis 1898 Mitglied des Gemeinderats der Stadt Arnstadt. Vom 25. August 1876 bis zum 31. Dezember 1879 war er für den Wahlkreis der Höchstbesteuerten der Oberherrschaft und die NLP Mitglied des Schwarzburg-Sondershäuser Landtags.